# Vindis Zoltán
Vindis Zoltán (Nagykereki, 1916. február 16. – Adelaide, 1994. április 2.) magyar költő.

## Életútja
A nagyváradi Gojdu Líceum magyar tagozatán érettségizett, majd a kolozsvári Ferenc József Tudományegyetem Jogi és Közgazdaságtudományi Karán nyert egyetemi diplomát. 1961-ig a nagyváradi vasgyárban dolgozott, ekkor kivándorolt Ausztráliába, ahol kétkezi munkával tartotta el családját.

## Munkássága
Az 1970-es évektől írt verseket, lírája a szülőföldjétől elszakadó ember vívódásának jelzése. Verseinek második (gyűjteményes) kiadása Nagyváradon jelent meg.

### Kötetei
- Versem, az élet, 1-3.; Dezsery Ethnic Publ., Adelaide, 1980–1989
- Versem, az élet; szerzői, Nagyvárad, 1994